# Donald Duck Mini Pocket 3
Donald Duck Mini Pocket 3 is het derde deel van de serie Donald Duck Mini Pocket en is een uitgave van Sanoma Uitgevers. Het bevat 302 pagina's met 10 stripverhalen van gemiddeld 30 pagina's en werd in november 2006 uitgebracht. Het scenario is geschreven door de Walt Disney Company, evenals de tekeningen.

## Lijst van stripverhalen
| Nr. | Verhaal                            | Hoofdpersonage   |
| --- | ---------------------------------- | ---------------- |
| 1   | De Knollenplaneet                  | Donald Duck      |
| 2   | De Houtknagers                     | Donald Duck      |
| 3   | Het Avontuur Op De Savanne         | Jonge Woudlopers |
| 4   | De Formaatverstuiver               | Donald Duck      |
| 5   | Een Pittig Avontuur                | Oom Dagobert     |
| 6   | Bij De Beesten Af                  | Jonge Woudlopers |
| 7   | De Grandiflore Silentis            | Donald Duck      |
| 8   | De Tamme Vleermuis                 | Oom Dagobert     |
| 9   | Het Geluk Van De Manebloem         | Donald Duck      |
| 10  | De Medaille Van De Generaal-Majoor | Oom Dagobert     |

Deel 1 · Deel 2 · Deel 3 · Deel 4 · Deel 5 · Deel 6 · Deel 7 · Deel 8 · Deel 9 · Deel 10 · Deel 11